# Масові вбивства в Маріуполі
Цивільні втрати у боях за Маріуполь (2022), також російські воєнні злочини в Маріуполі — масові вбивства українського цивільного населення в Маріуполі Донецької області у період російсько-української війни під час російського вторгнення, здійснювані Збройними силами РФ із березня 2022 року.
Через блокаду з 2 березня 2022 року в місті не було електрики, води, газу, опалення та мобільного зв'язку. Неможливо доставляти в місто воду, продукти, ліки, дитячі товари. Станом на 21 березня в місті залишалося понад 100 000 мирних жителів. Блокадники змушені були збирати дощову воду, щоб пити, їжу готували на вуличних багаттях, а загиблих ховали прямо у дворах у братських могилах.

## Передісторія
Маріуполь розташований у Донецькій області, до блокади в місті була недостатня для тривалої облоги кількість продуктів та палива. Єдиним шляхом сполучення з вільними українськими територіями залишався Кузнецовський міст на кордоні Запорізької та Донецької областей, розташований у межах досяжності артилерії та авіації облог, а також військово-морських сил противника, що діяли на морі.
24 лютого російська артилерія обстріляла місто та, за повідомленнями, 26 людей отримали поранення. Пізніше того ж дня Верховний комісар ООН з прав людини заявив: «Захист цивільного населення має бути пріоритетом. Слід за будь-яку ціну уникати застосування зброї вибухової дії у населених пунктах…»
Вранці 25 лютого російські збройні сили просунулися з території ОРДО на схід у бік Маріуполя. Вони зіткнулися з українськими військами біля села Павлопіль. Українські збройні сили завдали поразки російським військам; за словами міського голови Маріуполя Вадима Бойченка, у бою знищили 22 російські танки. Повідомляють, що ВМФ Росії, спираючись на можливості, надані Чорноморським флотом, висадив десант на узбережжі Азовського моря за 70 км (43 милі) на захід від Маріуполя увечері 25 лютого. Представник Пентагону заявив, що російські війська потенційно перекидають із цього плацдарму тисячі морських піхотинців.
26 лютого російські війська продовжили артилерійський обстріл Маріуполя. Уряд Греції оголосив, що 10 грецьких мирних жителів убили російськими ударами по Маріуполю, 6 — у селі Сартана і 4 — у селі Бугас.
Вранці 27 лютого Бойченко заявив, що російська танкова колона швидко наступала на Маріуполь із боку ОРДО, але цю атаку відбили українські війська, 6 російських солдатів потрапили в полон. Пізніше того ж дня у Маріуполі внаслідок артилерійського обстрілу загинула 6-річна дівчинка. Павло Кириленко, голова Донецької ОДА, заявив, що бої в Маріуполі тривали всю ніч на 27 лютого.
Протягом 28 лютого місто залишалося під контролем України, попри те, що його оточили російські війська, і зазнавало постійних обстрілів. Увечері відключили електрику, газ та інтернет у більшості районів міста. За повідомленням Радіо Свобода, російського генерал-майора Андрія Суховецького вбив український снайпер неподалік Маріуполя цього дня; інші джерела стверджували, що це було під час наступу на північ від Києва.

## Хронологія подій
2 березня заступник міського голови Сергій Орлов повідомив, що російська артилерія обстрілювала густонаселений район Маріуполя впродовж 15 годин. Один мікрорайон на лівому березі міста був «майже повністю зруйнований».

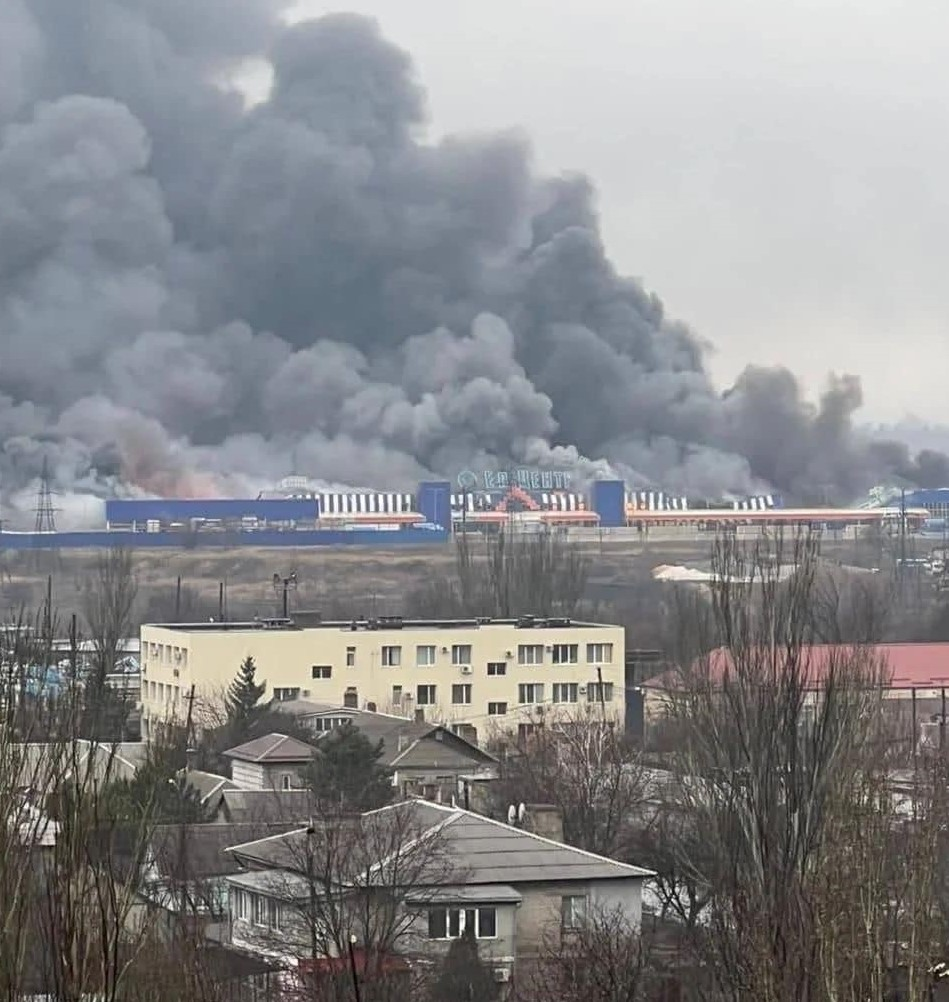
Наслідки обстрілу Маріуполя російськими військами 3 березня 2022

Через постійні обстріли у місті зникло постачання електроенергії, газу, води та їжі. Повідомлялося, що 8 березня під руїнами свого будинку в Маріуполі від зневоднення померла 6-річна дівчинка.
Супутникові фотографії Маріуполя, зроблені вранці 9 березня компанією Maxar Technologies, підрядником американських військових, показали «значні пошкодження» багатоповерхівок, житлових будинків, продуктових магазинів та іншої цивільної інфраструктури. Це було визначено шляхом порівняння фотографій до і після. За оцінками, приблизно від 80 % до 90 % інфраструктури міста було значно пошкоджено внаслідок обстрілів, з яких майже 30 % не підлягає ремонту. Репортер Reuters Павло Клімов, передає з Маріуполя, що «навколо — почорнілі панцири» багатоквартирних будинків.
14 березня в Маріуполі запрацював гуманітарний коридор, і за цей день місто покинули 160 людей. 15 березня відкрили коридор для цивільних автомобілів. Протягом 14—16 березня місто покинула організація Червоний Хрест.
16 березня BBC News повідомила, що майже постійні атаки з боку Росії перетворили житлові квартали на «пустку». Того ж дня вона повідомила, що отримала кадри з дрона, на яких видно «значні пошкодження, з вогнем та димом багатоквартирних будинків, а також почорнілі вулиці у руїнах». Житель міста сказав BBC, що «на лівому березі немає цілої житлової будівлі, все згоріло дотла», а центр міста неможливо впізнати. Того ж дня Інститут вивчення війни (ІВВ) повідомив, що російські війська продовжують вчиняти військові злочини в Маріуполі, зокрема «націлені на цивільну інфраструктуру».
18 березня британська Sky News охарактеризувала відео з повітря та наземне як «апокаліптичне руйнування в Маріуполі». Sky News також повідомила, що підтвердила розташування обох відео в зруйнованих житлових районах Маріуполя, включаючи деякі комерційні об'єкти.
19 березня 2022 року український поліцейський у Маріуполі зняв відео, на якому сказав: «Вмирають діти, люди похилого віку. Місто зруйноване, воно стерте з лиця землі». Відео було перевірене Associated Press.
Станом на 20 березня місцева влада підрахувала, що під час облоги було вбито щонайменше 2300 людей.
20 березня 2022 року українська влада оголосила, що російські війська розбомбили художню школу № 12 у Маріуполі, де українська влада стверджувала, що під час боїв і бомбардувань міста ховалося близько 400 осіб.
Станом на 28 березня у місті пошкоджено 2340 (90 %) будинків, зруйновано — 1040 (40 %), 5000 людей загинуло під час блокади, серед них приблизно 210 дітей.
12 квітня міський голова Вадим Бойченко заявив, що з початку російського вторгнення у місті загинуло більше 10 тисяч мирних жителів.

Мапа бойових дій станом на 20 травня

Під час облоги «Азовсталі», російські окупанти не дозволяли оточеним людям покинути місто, зокрема блокуючи гуманітарні коридори навіть для цивільних. Пропозицію вивезення українських військовиків на територію третьої країни, яку підтримав президент Туреччини Реджеп Таїп Ердоган, російські окупанти також відкинули. Евакуювати цивільних вдалося лише на початку травня Дії російських військ на території «Азовсталі» спричинили гуманітарну катастрофу.

## Наслідки
15 березня у Маріуполі підтверджено загибель близько 1800 мирних мешканців за час блокади міста російськими окупантами. Справжня кількість загиблих за словами радника мера Петра Андрющенко може наближатися до 20 тисяч.
Станом на травень більше 20 тисяч мирних жителів міста були вбиті через російську агресію.
27 травня 2022 року у захопленому Маріуполі на території колишнього заводу «Октябрь» знайдено близько 70 тіл загиблих, яких заблокувало уламками будівлі після ворожого обстрілу. Тіла вивезено для поховання в братську могилу.

## Міжнародна реакція

### Держави
За словами держсекретаря США Ентоні Блінкена, російська армія, як і фашистська, створила для мешканців України ситуацію, в якій був блокадний Ленінград у роки Другої світової війни.

### Організації
Червоний Хрест схарактеризував ситуацію як «апокаліптичну», а українська влада звинуватила Росію в організації великої гуманітарної кризи та заявила, що її дії мають усі ознаки геноциду.